# M3 Scout Car
Der Scout Car M3 war ein leicht gepanzertes Aufklärungsradfahrzeug der US-amerikanischen Streitkräfte, das vor und während des Zweiten Weltkrieges von dem Hersteller White Motor Company gefertigt wurde. Im Rahmen des Lend-and Lease-Abkommens wurden größere Stückzahlen des Fahrzeugs an andere alliierte Streitkräfte geliefert.

## Geschichte
1936 wurde das Grundmodell M2A1 mit einer Funkausrüstung bestückt und, versehen mit einigen weiteren kleinen Veränderungen, als Scout Car M3 übernommen. Erst 1938 wurde das 13th Cavalry Regiment der 7th Mech. Cavalry Brigade als erste Einheit mit dem Fahrzeug ausgestattet. Der dann 1939 eingeführte verbesserte M3A1 wurde der Standardspähwagen der US-Aufklärungseinheiten. Nach der 1939 vom Ordnance Corps ergangenen Forderung, alle Fahrzeuge mit Dieselmotor auszustatten, wurden 100 dieser Fahrzeuge mit der Bezeichnung M3A2 geordert. Aus unbekannten Gründen wurde das Baulos jedoch zurückgezogen und die vorhandenen Fahrzeuge aus der Truppenverwendung genommen. Über den weiteren Vorgang bezüglich des Dieselmotors ist nichts bekannt. Es wurden noch Verbesserungsversuche unternommen, insbesondere den nach oben offenen Kampfraum betreffend; auch gab es ein Vorhaben, eine 37-mm-Kanone zu installieren. Letztendlich blieb es jedoch bei der Version M3A1.
Es handelte sich um ein Massenprodukt, von dem nicht weniger als 20.918 Stück hergestellt und auf der Basis des Leih- und Pachtgesetzes auch an Großbritannien und die UdSSR geliefert wurden. Die Briten setzten das Fahrzeug weniger zur Aufklärung, als vielmehr zum Mannschafts- und Verwundetentransport sowie als Führungsfahrzeug ein. Der M3A1 war einer der letzten gepanzerten Radaufklärungsfahrzeuge der US Army und wurde durch Kettenfahrzeuge wie den M41 Walker Bulldog ersetzt. Aus dem M3A1 ARV wurde ab 1938 (mit verlängertem Fahrgestell) das M3-Halbkettenfahrzeug entwickelt.

Varianten des M3 Scout Car
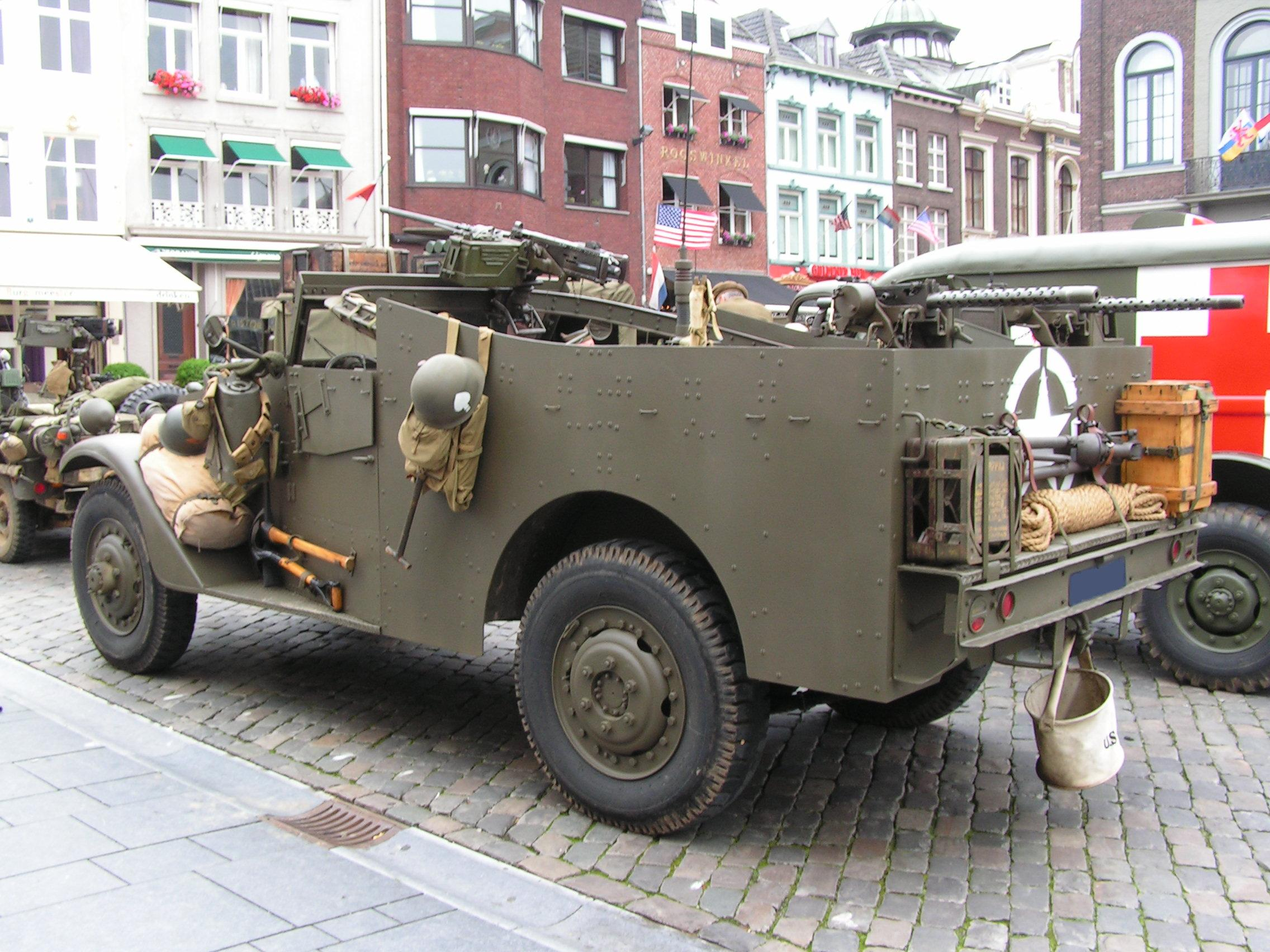
M3A1 Rückwärtige Ansicht
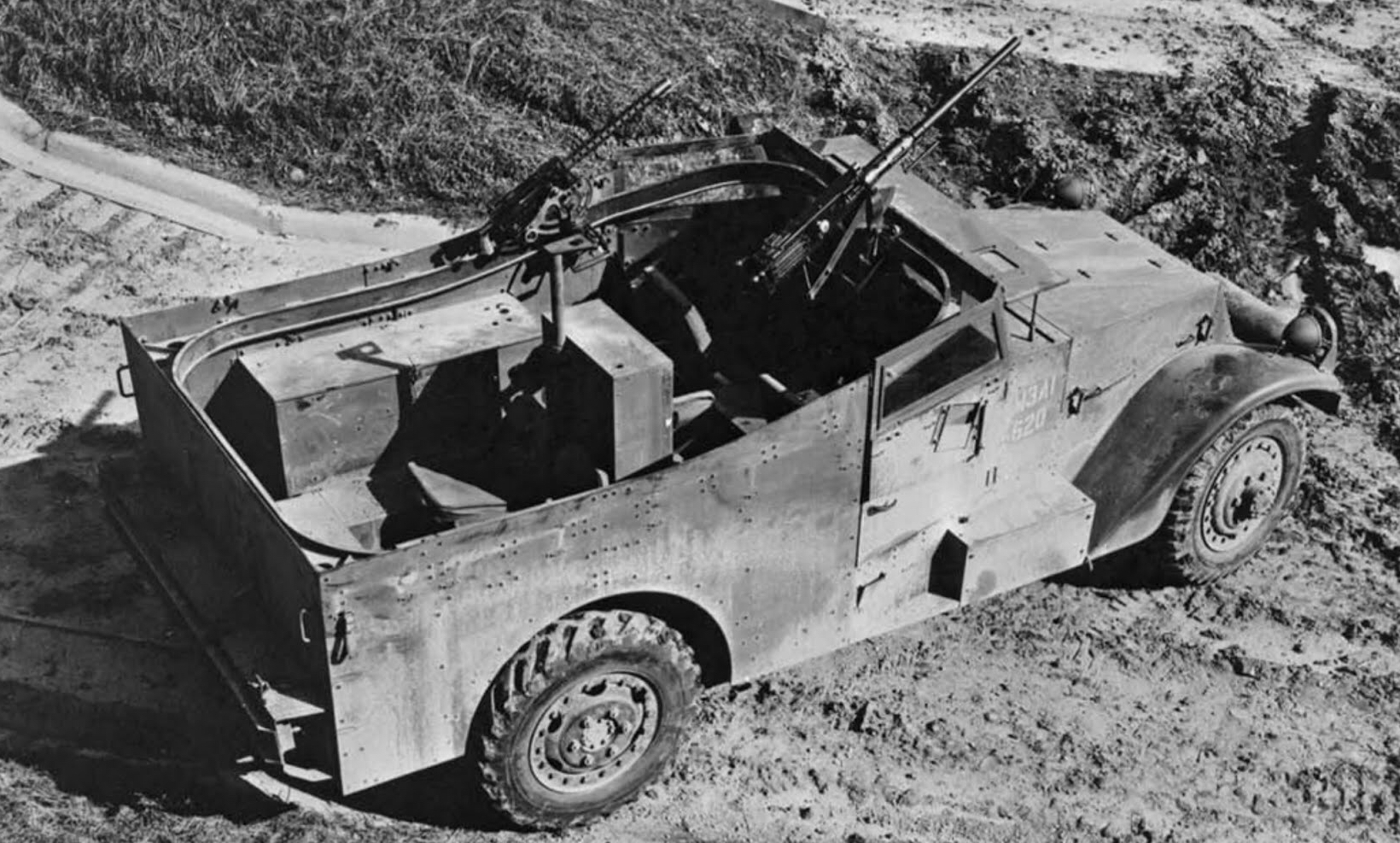
M3A1 Draufsicht
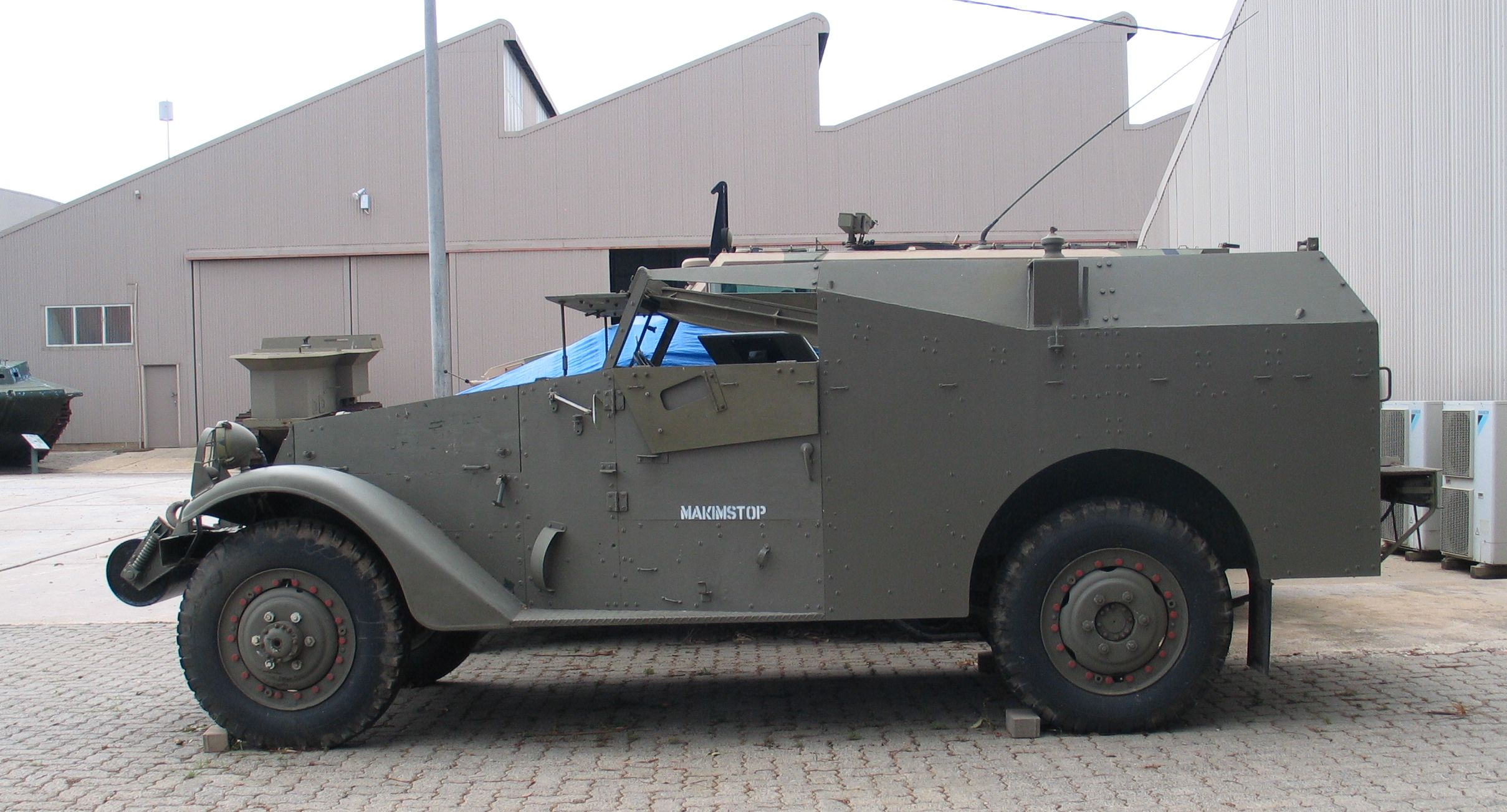
M3A1 geschlossen
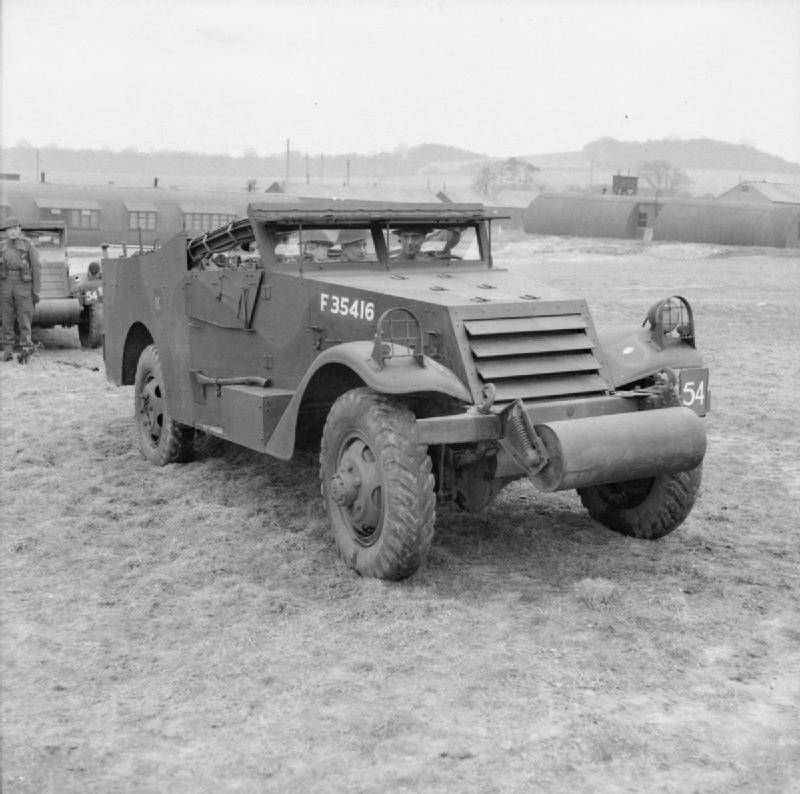
M3A1 mit Geländefahrzeug- stützrolle

## Beschreibung
Der Typ M3A1 hatte als erstes Fahrzeug auf der Stoßstange eine Bugwalze, die der besseren Grabenüberschreitfähigkeit diente. Weiterhin wurde bei diesem Modell die Wanne verlängert sowie die Sitzgelegenheiten für die Besatzung und auch die Stauraummöglichkeiten verbessert. Der normalerweise nach vorn und den Seiten offene Fahrerraum konnte durch klappbare Sichtblenden mit Sehschlitzen gegen Gewehrfeuer und Splitterwirkung geschützt werden. In dem schwach gepanzerten 4×4-Radfahrzeug mit nach oben offenem Kampf- und Fahrerraum befand sich an dessen oberen Rand eine rundumlaufende Schiene (Skate Rail), an der ein oder mehrere Maschinengewehre montiert werden konnten.

## Nutzerländer
- Vereinigte Staaten
- Vereinigtes Königreich
- Australien
- Frankreich
- Belgien
- Sowjetunion
- Israel